# Нейт
Нейт (дав.-гр. Νηΐθ, латиніз. Neith, єгипет. Njt) — єгипетська богиня неба, яку елліни називали єгипетською Афіною.
За староєгипетською релігією, вона створила світ і народила Сонце. Вважалась також покровителькою цариць, богинею війни і мисливства.
Нейт була пов'язана з заупокійним культом, її зображення з розгорнутими крилами розміщувались на кришках саркофагів.